# Заборов Михаїл Абрамович
Михаїл Абрамович Заборов (рос. Михаи́л Абра́мович Забо́ров; 22 квітня 1920—13 липня 1987) — радянський історик єврейського походження. Доктор історичних наук, професор. Спеціаліст з історії хрестових походів та історії релігії; популяризатор атеїзму. Народився у Петрограді, РСФСР. Син службовця. Навчався у Московському державному університеті. Під час німецько-радянської війни евакуйований до Челябінська (1941). Випускник Челябінського педагогічного інституту (1942), де згодом викладав. Член ВКП(б) (з 1945). Захистив кандидатську (1947) і докторську (1967) дисертації. Співробітник (1970) і керівник сектора (1980) Інституту міжнародного робітничого руху АН СРСР. Член наукової ради АН СРСР з історії історичної науки. За життя був провідним спеціалістом в СРСР з історії хрестових походів, пропагандистом атеїзму. Видав 365 робіт наукового і популярного характеру (з них — 14 монографі). Автор підручника з історії середніх віків для університетів. Помер у Москві, похований на Донському кладовищі (ділянка 4).

## Праці

### Дисертації
- 1947: кандидатська: Союз двух Филиппов (из истории франко-германских отношений в 1198—1208 гг.)
- 1967: докторська (з історії хрестових походів)

### Монографії
- Заборов, М.А. Крестовые походы / Отв. ред. А. П. Каждан. Москва: Изд-во АН СССР, 1956. (Научно-популярная серия).
- Заборов, М.А. О чём звонит колокол: Эпизоды из церковной истории. Москва: Советская Россия, 1960.
- Заборов, М.А. Папство и крестовые походы / АН СССР. Москва: Изд-во АН СССР, 1960. (Научно-популярная серия).
- Заборов, М.А. Крестоносцы и их походы на Восток в XI - XIII веках. Москва: Учпедгиз, 1962.
- Заборов, М.А. «Сыны света» и «Новый завет». Москва: Советская Россия, 1963. (Отвечаем на вопросы верующих).
- Каждан А. П., Заборов, М.А. У истоков веры. Москва: Советская Россия, 1964. (Отвечаем на вопросы верующих).
- Заборов, М.А. Введение в историографию крестовых походов: (Латинская хронография XI—XIII вв.) / Отв. ред. А. П. Каждан; АН СССР. Москва: Наука. Главная редакция восточной литературы, 1966.
- Заборов, М.А. Историография крестовых походов: (Литература XV—XIX вв.) / Институт востоковедения АН СССР. Москва: Наука, 1971.
- Заборов, М.А. Как душу в плен берут. Москва: Советская Россия, 1974.
- Заборов, М.А. История крестовых походов в документах и материалах: Учеб. пособие для вузов по специальности «История» / Рец.: кафедра истории средних веков МГУ; проф. З. В. Удальцова. Москва: Высшая школа, 1977.
- Заборов, М.А. Крестом и мечом / Худож. В. Н. Иванов. Москва: Советская Россия, 1979.
- Заборов, М.А. Крестоносцы на Востоке / Отв. ред. З. В. Удальцова. Москва: Наука. Главная редакция восточной литературы, 1980.
- Заборов, М.А. Крестовые походы. Москва: Государственная публичная историческая библиотека России, 2016. (В помощь студенту-историку).

### Переклади
- Робер де Клари. Завоевание Константинополя = Robert de Clari. La Conquete de Constantinople / Перевод, статья и комментарии М. А. Заборова; Отв. ред. З. В. Удальцова; АН СССР. Москва: Наука, 1986.  (Памятники исторической мысли).

### Статті
- Группа по истории Византии при Институте истории АН СССР в 1948—1949 гг. / М. З. // Византийский временник. 1951. № 4. C. 263—274.
- Крестовые походы в русской буржуазной историографии // Византийский временник. 1951. № 4. C. 171—190.
- Об идейной борьбе вокруг исторического опыта пролетарских революций (на материалах событий Парижской коммуны) // Социальные движения и борьба идей: проблемы истории и историографии / отв. ред. М. А. Заборов.  Москва: Наука, 1982. С. 10—41.